# Allobates niputidea
Allobates niputidea Grant, Acosta-Galvis & Rada, 2007 è un anfibio anuro appartenente alla famiglia degli Aromobatidi.

## Etimologia
L'epiteto specifico è un sostantivo in apposizione, ed è il nome comunemente dato dagli erpetologi colombiani a questo e ad altre piccole rane marrone di identità sconosciuta.

## Distribuzione e habitat
È endemica della valle del Magdalena in Colombia. La specie abita le foreste tropicali umide ai piedi delle pendici occidentali della Cordigliera Orientale (dipartimenti di Boyacá e Santander) e delle pendici orientali della Cordigliera Centrale (dipartimenti di Caldas ed Antioquia). Si trova tra 70 e 320 m slm.